# Рябошапка, Николай Николаевич
Никола́й Никола́евич Рябоша́пка (укр. Микола Миколайович Рябошапка; 6 января 1924, Новогеоргиевск, Екатеринославская губерния — 25 апреля 1987, Щербани, Николаевская область) — председатель колхоза имени Кирова села Щербани Вознесенского района Николаевской области. Герой Социалистического Труда (1973). Депутат Верховного Совета УССР 9 — 11 созывов.

## Биография
Родился в 1924 году в городе Новогеоргиевск.
Трудовую деятельность начал в 1938 году. С 1944 года участвовал в Великой Отечественной войне. Воевал разведчиком в составе 4-й гвардейской армии 2-го и 3-го Украинских фронтов. Демобилизовался в 1947 году.
В 1951 году окончил Киевский лесохозяйственный институт. В 1951—1957 годах — старший лесничий, директор Вознесенского лесхоза, директор Вознесенской лесной 2-летней школы Николаевской области. В 1957 году вступил в КПСС.
С 1957 — апрель 1987 года — председатель колхоза имени Кирова села Щербани Вознесенского района Николаевской области. Во время его руководства колхоз стал миллионером и вышел в передовые сельскохозяйственные предприятия Николаевской области. За своё успешное руководство колхозом был награждён в 1971 году орденом Ленина.
В 1973 году удостоен звания Героя Социалистического Труда.
В 1976 году окончил Херсонский сельскохозяйственный институт. Избирался депутатом Верховного Совета УССР 9—11 созывов.
Умер 25 апреля 1987 года в селе Щербани.

## Награды
- Герой Социалистического Труда — указом Президиума Верховного Совета СССР от 8 декабря 1973 года;
- дважды Орден Ленина (1971, 1973);
- Орден Трудового Красного Знамени;
- Орден Отечественной войны 1-й степени;
- Медаль «За отвагу»;
- Медаль «За взятие Будапешта»;
- Медаль «За взятие Вены»;
- Заслуженный работник сельского хозяйства Украинской ССР.